# Ornithopsis
Ornithopsis is een geslacht van plantenetende sauropode dinosauriërs dat tijdens het vroege Krijt leefde in het gebied van het huidige Engeland.

## Vondst en naamgeving

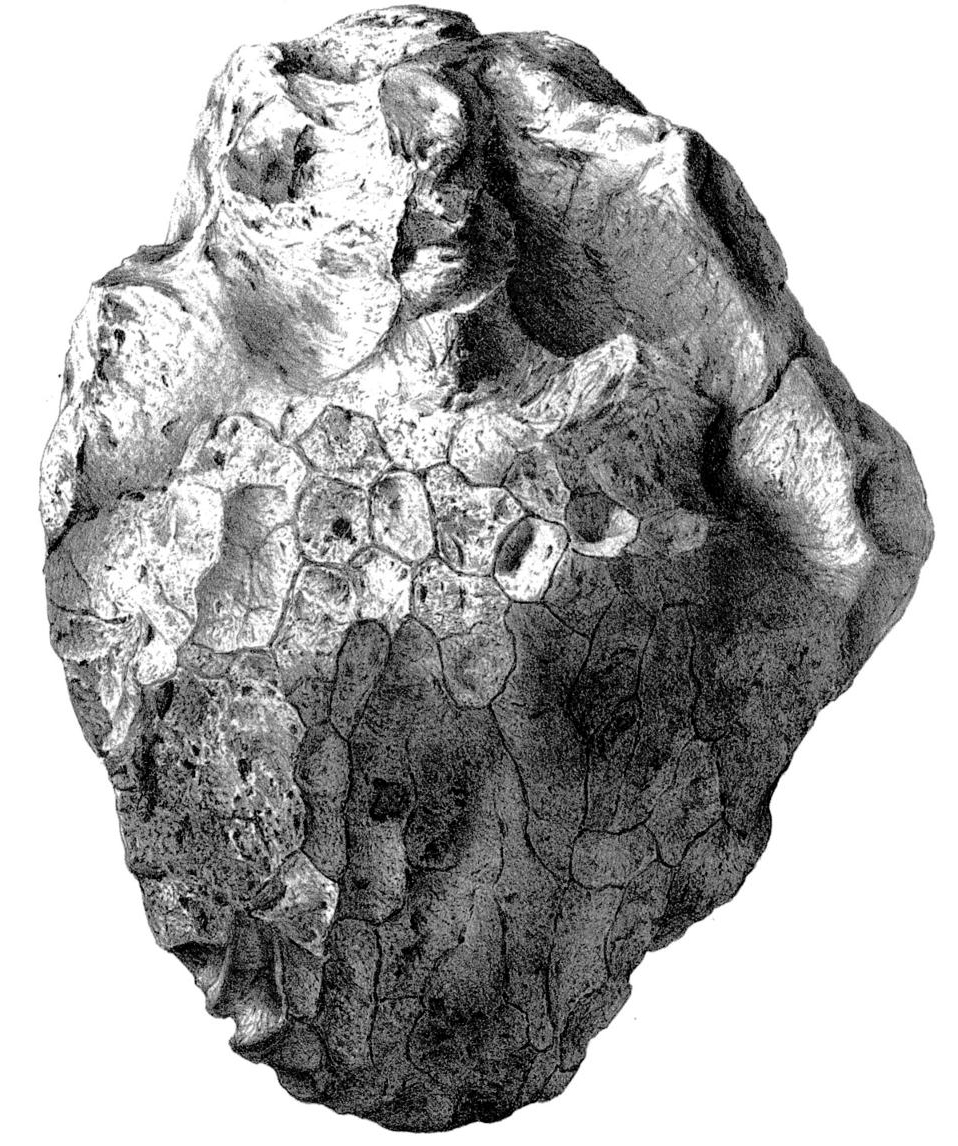
Het lectotype BMNH R28632

In 1870 benoemde Harry Govier Seeley twee ruggenwervels, BMNH R2239 gevonden in East Sussex en BMNH R28632 gevonden op Wight in de Wessexformatie (Barremien) als de typesoort Ornithopsis hulkei. De geslachtsnaam is afgeleid van het Klassiek Griekse ὄρνις (ornis), "vogel", en ὄψις (opsis), "gezicht" of "gelijkenis". Seeley meende namelijk met een dier te maken te hebben dat kloof tussen pterosauriërs, vogels en dinosauriërs overbrugde. De soortaanduiding eerde John Whitaker Hulke.
Het geslacht heeft aanleiding gegeven tot een enorme verwarring op naamgevingsgebied, zowel door vele hernoemingen als door het toewijzen van niet verwant materiaal.
De problemen begonnen toen Richard Owen, die Seeleys hypothese afwees, zich niets aantrekkend van de prioriteit in 1876 het materiaal van Seeley splitste en op de ene wervel, BMNH R2239, die hij eerder in 1841 beschreven had als het quadratum van Iguanodon, de soort Bothriospondylus elongatus baseerde en op de andere, BMNH R28632, de soort Bothriospondylus magnus. De tweede wervel zou daarna nog als type dienen voor Pelorosaurus hulkei en Chondrosteosaurus magnus. Hulke verwees de tweede in 1882 aan Ornithopsis eucamerotus met de bedoeling dat de andere wervel dan O. hulkei zou worden. William Blows maakte echter in 1995 BMNH R28632 het lectotype en stelde dat er geen enkel verband was met BMNH R2239.

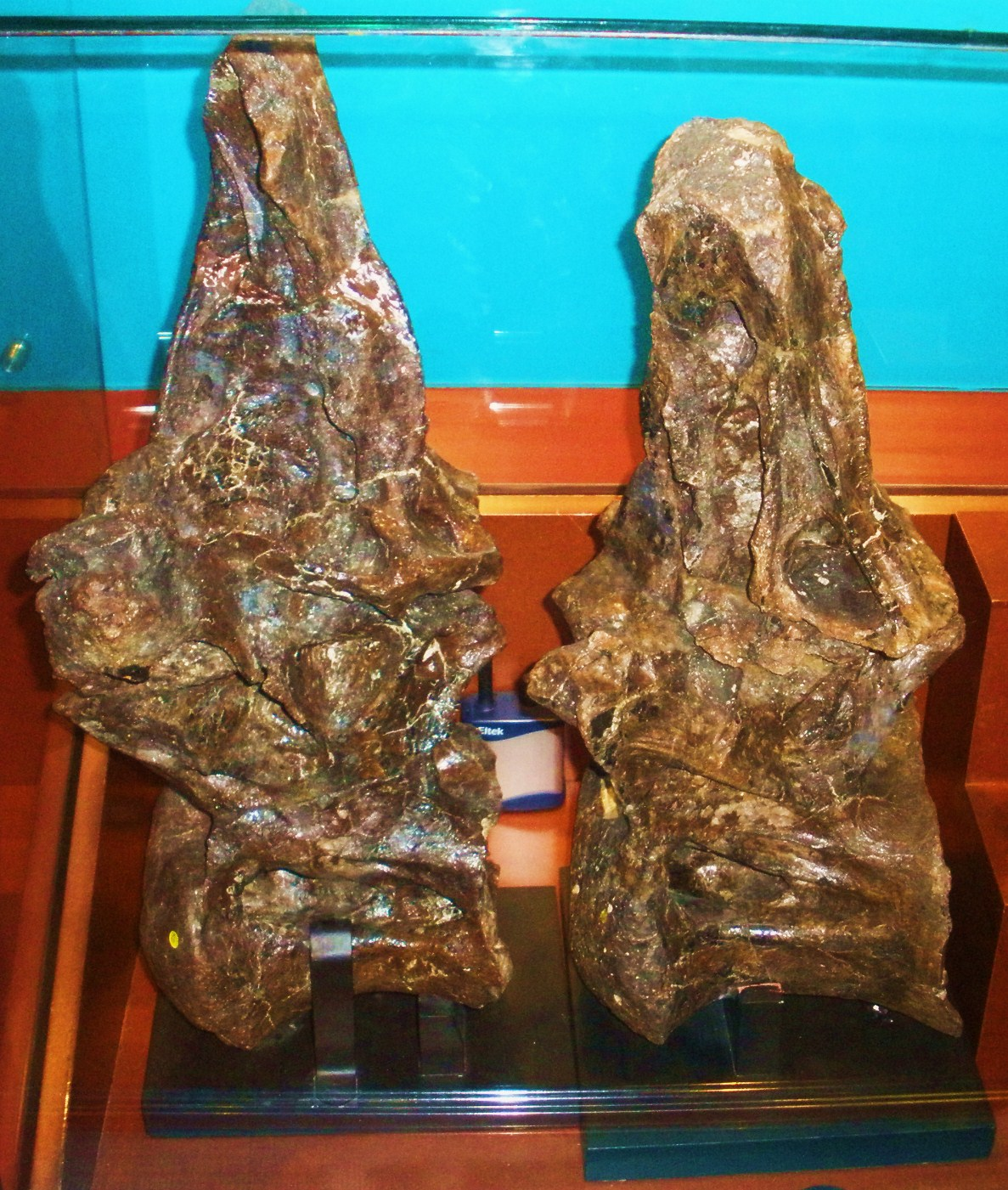
Wervels toegewen aan Ornithopsis hulkei

Het geslacht Ornithopsis als zodanig zou later aan andere geslachten worden toegewezen: in 1876 door Owen, in 1879 door Hulke en in 1880 door Henri-Émile Sauvage aan Chondrosteosaurus als de voornoemde Chondrosteosaurus magnus; in 1889 door Richard Lydekker aan Pelorosaurus als de al vermelde Pelorosaurus hulkei, een identificatie die tot de jaren negentig van de twintigste eeuw gebruikelijk zou blijven; in 1893 door Lydekker aan Oplosaurus (gespeld als "Hoplosaurus") en nog in 2005 door Sebastian Apesteguía aan Eucamerotus.
In 1882 benoemde Hulke Ornithopsis eucamerotus voor BMNH R97, een rechterzitbeen en een rechterschaambeen, door William Darwin Fox, wellicht apart, opgegraven. Aan hetzelfde inventarisnummer werd later nog een tweede zitbeen toegevoegd. Blows stelde in 1995 dat het geen soort van Ornithopsis betrof maar classificeerde de vorm als Brachiosauridae incertae sedis.

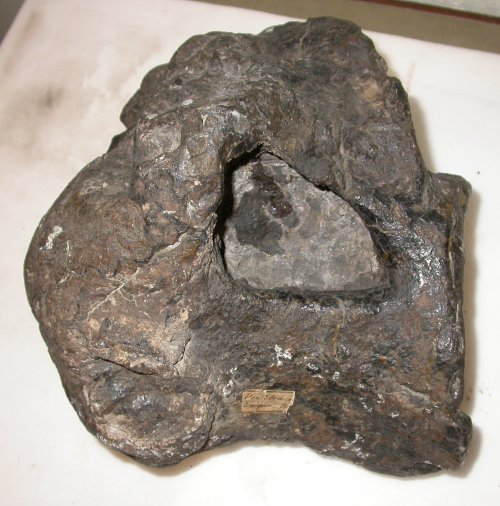
Het lectotype in linkerzijaanzicht

In 1887 benoemde Hulke Ornithopsis leedsii voor BMNH R1985-1988, een aantal wervels, ribben en beenderen uit een bekken, rond 1870 door Alfred Nicholson Leeds gevonden bij Petersborough. Specimen BMNH 1984, een reeks voorste staartwervels, wordt soms bij het holotype betrokken maar betreft in feite een ander individu. Later zou de soort eerst, in 1905, een Cetiosaurus leedsi worden en daarna een Cetiosauriscus leedsi maar dat wordt tegenwoordig afgewezen zodat O. leedsi een tweede mogelijke geldige soort blijft, zij het dan een waarvoor wellicht een nieuw geslacht zou moeten worden benoemd. Aan O. leedsi is in 1887 ook de bovenkant van een schaambeen uit het Kimmeridgien van Weymouth toegewezen, BMNH 49165.
In 1888 hernoemde Lydekker "Ischyrosaurus" manseli Hulke 1874 (BMNH 41626) tot een Ornithopsis manseli en Cetiosaurus humerocristatus Hulke 1874 (BMNH 44635) tot een Ornithopsis humerocristatus. Deze worden tegenwoordig gezien als overbodige naamsveranderingen.
Friedrich von Huene hernoemde in 1922 Bothriospondylus suffossus tot een Ornithopsis suffossa, wat tegenwoordig eveneens als overbodig gezien wordt. Hij hernoemde dat jaar ook Cetiosaurus greppini tot een Ornithopsis greppini maar veranderde hij het geslacht daarvan zelf al in 1929 weer tot Cetiosauriscus. Dat jaar hernoemde hij Pelorosaurus conybearei tot een Ornithopsis conybeari, wat echter de prioriteit van Pelorosaurus schendt; daarbij is er geen verband vast te stellen met Ornithopsis hulkei.
Aan Ornithopsis hulkei zijn talrijke geïsoleerde sauropode wervels toegewezen uit het Opper-Jura en onder-Krijt. Deze leken echter in type op de wervel uit Sussex. Nu de andere wervel het lectotype is gemaakt, is er geen verband meer met Ornithopsis. Aan een Ornithopsis sp. is een tand, BMNH R5833, uit Dorset toegewezen.

## Beschrijving
Een beschrijving van Ornithopsis hulkei kan alleen gebaseerd zijn op het typespecimen BMNH R28632, de wervel, daar er geen andere materiaal bekend is. Het gaat vermoedelijk om een achterste ruggenwervel waarvan de zijuitsteeksels en het doornuitsteeksel ontbreken, waarschijnlijk omdat ze weggesleten zijn op een zandige zeebodem toen het bot, uit een oudere laag geërodeerd, tijdens het Aptien secundair werd afgezet in het sediment. De conservering van het bot is hierdoor erg slecht.
Het wervelcentrum is tamelijk kort, hoog en nauw met een duidelijke groeve op de onderzijde. Het heeft diepe en duidelijke driehoekige uithollingen aan de achterste twee derden van de zijkanten. De wervel is opisthocoel, bol van voren en hol van achteren. Deze combinatie van kenmerken is typisch voor soorten die aan de brachiosauriden worden toegewezen.
Van binnen is de wervel sterk gepneumatiseerd: doortrokken van luchtholten, die in dit geval camellae vormen, langwerpige kamers van elkaar gescheiden door tussenschotjes van zeer dun bot. Dit gewichtsbesparende kenmerk duidt op de aanwezigheid van luchtzakken en indirect op warmbloedigheid.
De lichaamslengte van Ornithopsis hulkei bedroeg vijftien à twintig meter.

## Fylogenie
Sauvage was in 1882 de eerste die stelde dat Ornithopis tot de Sauropoda behoorde. Lydekker bracht in 1887 Ornithopsis daarbinnen onder in een eigen Ornithopsidae. Dat was eigenlijk een teken dat hij niet wist tot welke groep het dier hoorde. Later zijn er vele suggesties geweest: de Atlantosauridae (Hulke in 1887), de Cetiosauridae (Charles Jean Julien Depéret in 1896); de Cardiodontidae (Othniel Charles Marsh in 1896); de Morosauridae (Alfred von Zittel in 1911) en de Camarasauridae (David Martill in 1988).
Naar moderne inzichten echter behoort Ornithopsis hulkei zeer waarschijnlijk tot de Titanosauriformes zoals het eerst gesteld door Paul Upchurch in 2004 en daarbinnen wellicht tot de Brachiosauridae zoals al gesuggereerd door William Elgin Swinton in 1936. O. leedsi zou ook een brachiosauride kunnen zijn.